# Welzelach

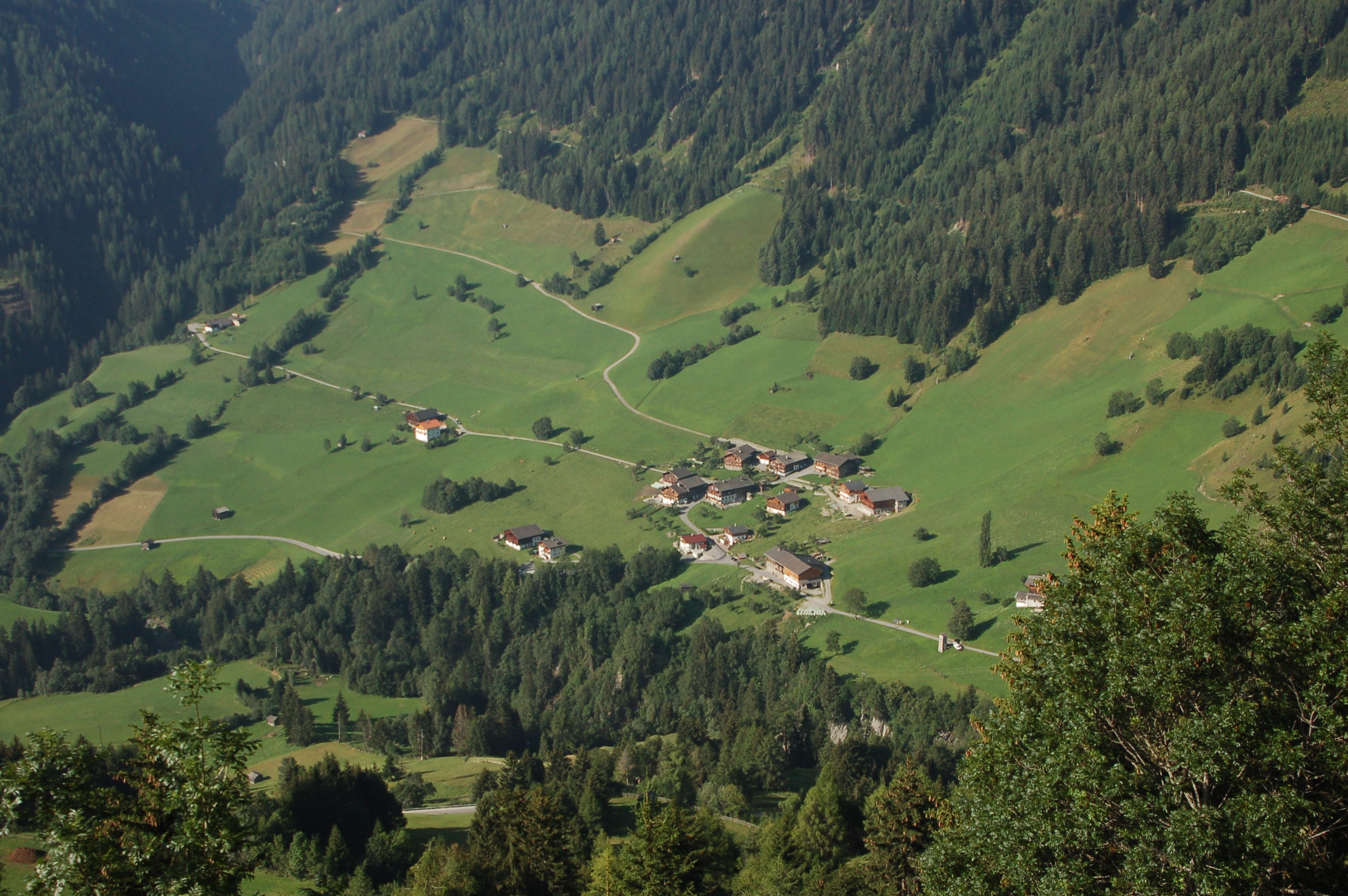
Die Kernsiedlung von Welzelach (von Osten)

Welzelach ist eine Fraktion der Gemeinde Virgen in Osttirol. Die Ortschaft an der Nordostflanke des Berger Kogels umfasste am 1. Jänner 2024 87 Einwohner und war damit die bevölkerungsmäßig zweitkleinste Fraktion von Virgen. Zu Welzelach zählen neben der Kernsiedlung auch der Weiler Berg und die Marcherhöfe.

## Lage
Welzelach liegt im Westen der Gemeinde Virgen am Nordosthang der Selche in einer Höhe von 1.189 Metern. Die Fraktion wird im Norden vom Berger Bach, im Osten von der Isel und im Südosten vom Mullitzbach begrenzt. Durch die Fraktion fließt der Pleschischkbach. Verkehrstechnisch ist Welzelach über die Fraktion Niedermauern und die Weiler Gries und Rain von Osten an die Virgentaler Landesstraße erschlossen. Zudem führt eine Straße von der Gemeinde Prägraten über den Weiler Berg nach Welzelach.
Die Höfe von Welzelach liegen im Zentrum dicht zusammengerottet inmitten einer Feldflur, lediglich die Bauernhöfe Lipper und Koala liegen etwas abseits der Kernsiedlung. Im Norden schließt sich jenseits des Bergerbaches der Weiler Berg an die Kernsiedlung an. Der Weiler liegt über der Iselschlucht in einer Höhe 1.335 Metern und umfasst vier Wohnhäuser. Die Straße von Berg führt nach Süden weiter auf die beiden erhöht liegenden Marcherhöfe in einer Höhe von 1.400 Metern.

## Geschichte

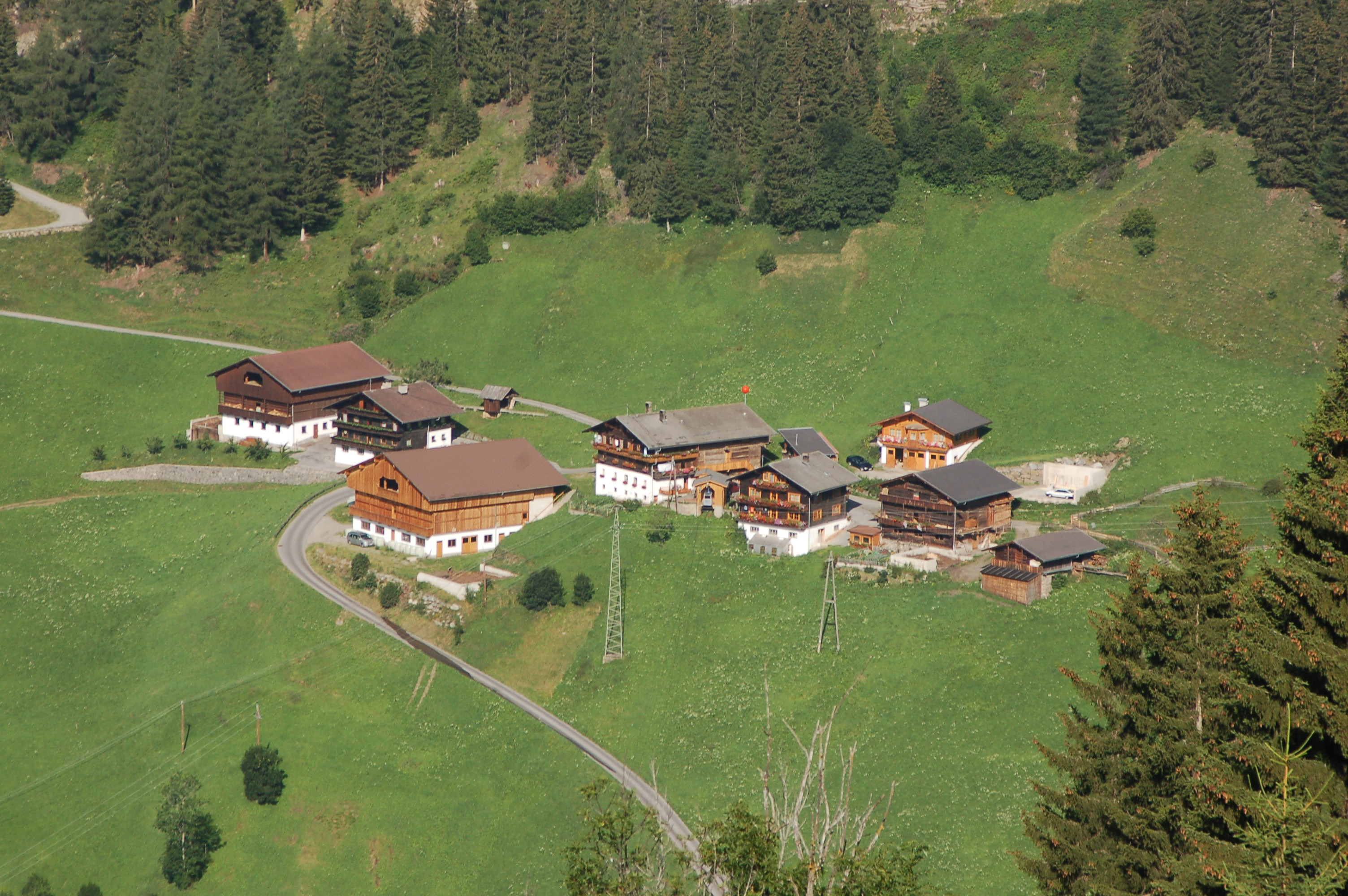
Der Weiler Berg

Die in Welzelach entdeckten Feuersteinschaber belegen die Anwesenheit von Menschen während der Jungsteinzeit. Beweise für eine Dauersiedlung in der Fraktion wurden Ende des 19. Jahrhunderts entdeckt. Nachdem der Mothabauer im Weiler Berg 1889 eine verrostete, eiserne Lanzenspitze noch weggeworfen hatte, deckte er im Folgejahr bei Pflügen seines Ackers eine Steinplatte auf. Unter der angehobenen Steinplatte fand sich ein Brandgrab mit Grabbeigaben Eisen und Bronze. Nach dem Bekanntwerden des Fundes führte Alexander Schernthaner am Fundort systematische Grabungen durch, in deren Folge ein Friedhof mit 56 Gräbern gefunden wurde. Bei den dicht aneinanderliegenden Gräbern handelt es sich um rechteckige bis quadratische Vertiefungen mit einer Länge von rund 30 Zentimetern, die von unbehauenen, aufgestellten Steinen umgrenzt waren. Auf den Gräbern ruhte die Deckenplatte, die lediglich mit 20 bis 30 Zentimeter Humus bedeckt war. Schernthaner fand in den Gräbern reiche Grabbeigaben wie Waffen, Werkzeuge, Schmuck und Gebrauchsgegenstände, darunter Beile, Messer aus Eisen, Lanzenspitze, Ringe, Armreife und Fibeln aus Bronze sowie Tonscherben. Die Funde wurden auf das 6. oder 5. Jahrhundert vor Christus datiert und sind somit der älteren Eisenzeit zuzuordnen. Forscher gehen davon aus, dass die Siedlung im Zusammenhang mit dem Kupferbergbau in der Region stand.
Als bedeutendster Fund von Welzelach gilt die Situla von Welzelach. Der nur noch  bruchstückhaft erhaltene, reich verzierte Bronzeeimer mit Henkeln war rund 25 Zentimeter hoch, hatte im oberen Bereich einen Durchmesser von 24 Zentimeter und im unteren Bereich 14 Zentimeter. Unter den figuralen Motiven finden sich Männer mit Musikinstrumenten sowie Frauen, die Gefäße auf dem Kopf tragen. Weitere Darstellungen zeigen eine Hasenjagd, eine Frau die einem Mann die Füße wäscht, eine Trinkszene und einen axttragenden Mann. Des Weiteren sind Tier- und Pflanzendarstellungen auf den Bruchstücken erhalten.

## Kapellen

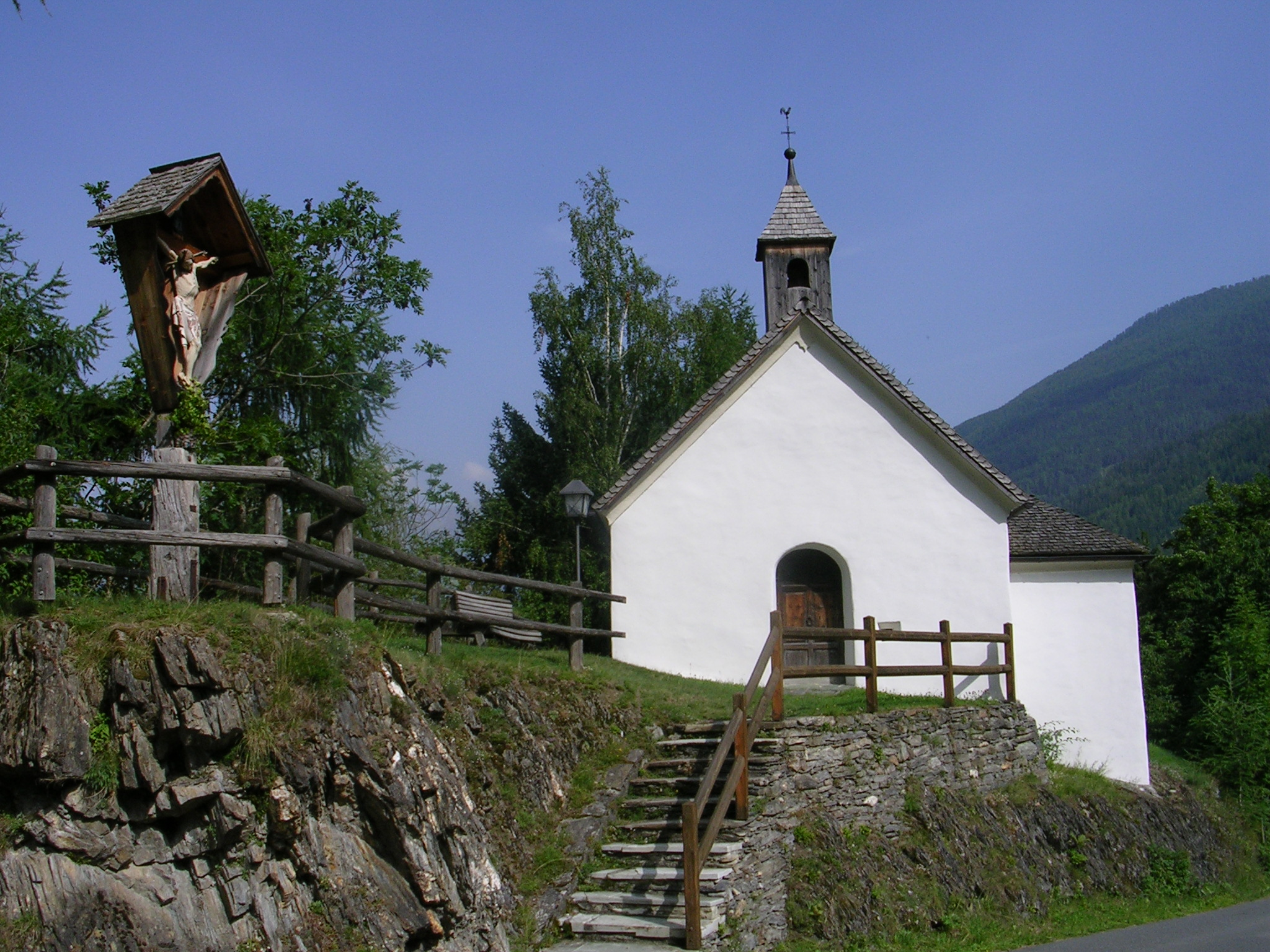
Die Silvester-Kapelle in Welzelach

Die Silvesterkapelle liegt abseits der Fraktion auf einem kleinen Felssockel über der Iselschlucht. Sie wurde 1642 errichtet und diente der bäuerlichen Bevölkerung als Wallfahrtsort, um für das Vieh zu beten. Neben der Silvester-Kapelle befindet sich in Welzelach auch die Hauskapelle des Moserhofs. Die Hauskapelle beherbergte jahrzehntelang mehrere Heiligenfiguren, die im Zuge der neugotischen Umgestaltung des Patterer Altars 1840 vom Franziskanerkloster in Lienz nach Welzelach gebracht worden waren, nachdem ein Pater seinem Bruder vom Moserhof über den Umbau im Kloster berichtet hatte.